# Colobaspis bicolor
Colobaspis bicolor is een keversoort uit de familie halstandhaantjes (Megalopodidae). De wetenschappelijke naam van de soort werd in 1952 gepubliceerd door Papp.